# Gare de Charbonnières-les-Bains
Gare de Charbonnières-les-Bains vasútállomás Franciaországban, Charbonnières-les-Bains településen.

## Vasútvonalak
Az állomást az alábbi vasútvonalak érintik:
- Lyon-Saint-Paul-Montbrison-vasútvonal

## Kapcsolódó állomások
A vasútállomáshoz az alábbi állomások vannak a legközelebb:
- Gare de Casino-Lacroix-Laval (Gare de Sain-Bel)
- Gare du Méridien (Gare de Lyon-Saint-Paul)